# Монти Негро
Монти Негро (на португалски: Monte Negro) е град — община в централната част на бразилския щат Рондония. Общината е част от икономико-статистическия микрорегион Арикемис, мезорегион Източна Рондония. Населението на общината към 2010 г. е 14 090 души, а територията е 1931 km² (7 д./km²).

## История
Първоначално селището носи името „Боа Виста“, но поради факта че вече съществува друг град с това име (столицата на щата Рорайма), е преименуван на Монти Негро след като получава статут на община-град през 1992. Негов първи избран кмет е Пауло Амансио (1992-1996).

## География
Градът се намира на 10º17'40" ю.ш. и на 63º19'31" з.д., а надморската височина е 0 m. Според преброяването на населението, проведено през 2010 наброява 14.090 жители.
Общината заема територия от 1.413,4 km².

## Икономика
Икономиката се основава на земеделието и животновъдството. Монти Негро е един от големите производители на кафе в щата. Друга важна икономическа дейност е туризмът, главно с плажовете на брега на река Жамари.